# Dangerous Moonlight
Dangerous Moonlight è un film del 1941 diretto da Brian Desmond Hurst.
La pellicola, interpretata da Anton Walbrook, Sally Gray e Derrick De Marney, è nota per la musica composta da Richard Addinsell.
La trama ruota attorno a un compositore immaginario del Concerto di Varsavia. Presentato dalla RKO Radio Pictures, è giunto nelle sale italiane nella lingua originale, coi sottotitoli in italiano. Il film fu scritto e sceneggiato da Terence Young.

## Trama
In un ospedale inglese un uomo, seduto ad un pianoforte con accanto la moglie, improvvisamente ricorda la sua musica, e che cosa lo ha così sconvolto da fargli perdere la memoria. Lui è Stefan Radecki un compositore e pianista, arruolato nell'aeronautica polacca, che a Varsavia, durante l'invasione nazista combatte strenuamente nonostante ormai sia quasi finita la benzina per gli aerei.
Gli unici momenti di riposo li ha suonando il pianoforte. Così una sera, durante un bombardamento, mentre suona la sua musica al pianoforte in una casa abbandonata, incontra Carole Peters, una giornalista americana della quale si innamora. Ma gli eventi incalzano e lui e il suo amico Mike Carroll, per volere dei suoi compagni di volo, che ad un sorteggio barano, vengono mandati in Romania per salvarsi. Da qui, e nonostante la guerra, inizia il grande successo come compositore e musicista di Radecki che lo porterà a New York, dove incontrerà quella giornalista americana conosciuta a Varsavia Carole Peters che sposerà. 
Ma la guerra se pur lontana prosegue, e l'amico Carroll, polacco, ma di origine irlandese, che lo ha seguito nel suo successo insieme alla moglie, molla tutto e parte per l'Inghilterra per arruolarsi nella aeronautica e combattere a fianco degli inglesi.
Anche Radecki, che non ha mai dimenticato la sua Polonia, dopo poco abbandona il palcoscenico e la moglie, per correre in Inghilterra e combattere anche lui a fianco dell'amico;  ma la sua morte in un combattimento, e il ricordo della moglie tanto amata lo sconvolge al punto che, durante un combattimento aereo, finite le munizioni delle sue mitragliatrici, si getta sopra un aereo nemico finendo ferito e perdendo la memoria.
Quella musica però lo "guarisce" tanto da ricordare tutta la vicenda, e riconoscere anche la moglie che è al suo fianco.

## Produzione
Il film, titolato Suicide Squadron nella versione americana, che fu prodotto dalla RKO Radio Pictures, venne girato nel Regno Unito.

## Distribuzione
Il copyright del film, richiesto dalla RKO Radio Pictures, inc., fu registrato il 20 aprile 1942 con il numero LP11317. Il film fu presentato in prima a Londra il 27 giugno 1941. Distribuito nel Regno Unito dalla RKO in una versione di 98 con il titolo Dangerous Moonlight, uscì negli Stati Uniti in una versione ridotta di 82 minuti, prendendo il titolo di Suicide Squadron.